# Consecutio temporum
Consecutio temporum (auch „Zeitenfolge“ oder „Abfolge der Zeiten“, „Zeitverhältnis“) ist ein Begriff aus der Grammatik der lateinischen Sprache, der gelegentlich auch in der deutschen Grammatik verwendet wird. Es findet auch in Grammatiken anderer Sprachen bzw. -familien in ähnlicher Weise seine Anwendung, wo eine geregelte Abfolge der Tempora in komplexen Sätzen gegeben ist. Er bezeichnet das System, das den Gebrauch der Zeiten in zusammengesetzten Sätzen regelt.
Zwischen Hauptsatz und Nebensatz gibt es drei mögliche Zeitverhältnisse:
- Die untergeordnete Aussage ist gleichzeitig zur übergeordneten Aussage (Beispiel: „Während ich schlafe, träume ich“).
- Die untergeordnete Aussage ist vorzeitig zur übergeordneten Aussage (Beispiel: „Nachdem ich geschlafen hatte, bin ich aufgewacht“).
- Die untergeordnete Aussage ist nachzeitig zur übergeordneten Aussage (Beispiel: „Bevor ich aufwache, schlafe ich“).

Werden zwei nicht unabhängige Sätze bzw. Teilsätze als ein Nebensatz (Protasis, subordinierte Sätze) und Hauptsatz (Apodosis) miteinander verbunden, so entsteht ein subordinierender Satz; hierbei ist der subordinierte („untergeordnete“) Satz (Protasis) vom subordinierenden („übergeordneten“) Satz, (Apodosis) abhängig.

## Dieconsecutio temporumim Lateinischen
Dieser Tempusgebrauch ist im Lateinischen streng geregelt. Er verlangt im abhängigen, subordinierten Satz, dem Nebensatz folgendes: Wenn etwa das absolut gebrauchte Verb im Hauptsatz im Präsens steht, wird bei Gleichzeitigkeit und bei Nachzeitigkeit der Handlung, des Geschehens der Konjunktiv Präsens, coniunctivus praesens eingesetzt, bei Vorzeitigkeit der Konjunktiv Perfekt coniunctivus perfectum. Wenn dagegen das absolut gebrauchte Verb im Hauptsatz in einem Vergangenheitstempus steht, wird entsprechend der Konjunktiv Imperfekt bzw. Plusquamperfekt im Nebensatz verwendet.

### Gliedsätze im Indikativ
In indikativischen Gliedsätzen steht zur Bezeichnung der Gleichzeitigkeit dasselbe Tempus wie im Hauptsatz; also auch, anders als im Deutschen, beispielsweise das Futur bezogen auf ein Futur.
Zur Bezeichnung der Vorzeitigkeit steht bei Präsens im Hauptsatz das Perfekt, bei Futur das Futur II, bei einem Vergangenheitstempus das Plusquamperfekt.
Zur Bezeichnung der Nachzeitigkeit gelten andere Regeln, die nicht der consecutio temporum entsprechen. So steht z. B. bei antequam/priusquam (‚bevor‘, ‚ehe‘):
- bezogen auf ein Präsens: Präsens oder Perfekt
- bezogen auf ein Perfekt: Perfekt
- bezogen auf ein Futur: Präsens oder Futur II.

Auch bei Gleichzeitigkeit und Vorzeitigkeit gibt es bei bestimmten Konjunktionen Ausnahmen von der Zeitenfolge: So steht postquam (nachdem) oder ubi (sobald) immer mit dem Perfekt, dum (während) immer mit dem Präsens (absolutes Tempus).

### Gliedsätze im Konjunktiv
Zur Beschreibung der consecutio temporum in konjunktivischen Gliedsätzen unterteilt man die übergeordneten Aussagen in Haupttempora (Präsens und Futur) und Nebentempora (alle Vergangenheitszeiten). Es gilt:
- Gleichzeitigkeit zu einem Haupttempus wird durch Konjunktiv Präsens ausgedrückt, Vorzeitigkeit durch Konjunktiv Perfekt, Nachzeitigkeit durch Partizip Futur und Konjunktiv Präsens von esse (coniugatio periphrastica) bei abhängigen Fragesätzen, sonst meist durch Konjunktiv Präsens.
- Gleichzeitigkeit zu einem Nebentempus wird durch Konjunktiv Imperfekt ausgedrückt, Vorzeitigkeit durch Konjunktiv Plusquamperfekt, Nachzeitigkeit durch Partizip Futur und Konjunktiv Imperfekt von esse bzw. durch Konjunktiv Imperfekt.

Auch in konjunktivischen Gliedsätzen gibt es Ausnahmen von der consecutio temporum; besonders in Konsekutivsätzen steht in der Regel absolutes Tempus.
|             | Gleichzeitigkeit     | Vorzeitigkeit              | Nachzeitigkeit                                 |
| ----------- | -------------------- | -------------------------- | ---------------------------------------------- |
| Haupttempus | Konjunktiv Präsens   | Konjunktiv Perfekt         | Partizip Futur + Konjunktiv Präsens von esse   |
| Nebentempus | Konjunktiv Imperfekt | Konjunktiv Plusquamperfekt | Partizip Futur + Konjunktiv Imperfekt von esse |

## Dieconsecutio temporumim Deutschen

### Allgemeines
Auch im Deutschen gibt es eine geregelte Zeitenfolge, und zwar in Temporalsätzen. Dabei können nur bestimmte Tempora miteinander kombiniert werden. Bezieht sich die Beschreibung im Hauptsatz auf die Vergangenheit, so dürfen dann nur Präteritum, Plusquamperfekt, Perfekt und Futur II verwendet werden, z. B.:
- Das Fass trieb im Ozean, seit[dem] das Schiff untergegangen war.

Dagegen ist folgende Kombination nicht möglich:
- Das Fass trieb im Ozean, seit[dem] das Schiff untergeht.

Auch bei Schilderungen, die sich auf Gegenwärtiges beziehen, sind nur bestimmte Kombinationen von Zeitformen möglich, nämlich mit Präsens, Futur I, Perfekt und Futur II: 
- Sie treiben Sport, sooft es ihnen möglich ist.

Dagegen ist folgende Kombination nicht möglich:
- Sie treiben Sport, sooft es ihnen möglich war.

Dass die beiden letztgenannten Tempora auch in dieser Gruppe zu finden sind, erklärt sich durch ihre vielfältigen Verwendungsmöglichkeiten, denn sie können sowohl Vergangenes als auch Gegenwärtiges bzw. Zukünftiges darstellen. Allerdings muss dabei auf den Zeitbezug geachtet werden:
- Er wird sie wohl angerufen haben, nachdem sie das Haus verlassen hatte.

Dagegen ist diese Kombination nicht möglich: 
- Er wird sie morgen angerufen haben, nachdem sie das Haus verlassen hatte.

### Vorzeitigkeit, Gleichzeitigkeit, Nachzeitigkeit
Die Kombinationen der Tempora ist auch von dem Zeitverhältnis, das zwischen Haupt- und Nebensatz ausgedrückt wird, abhängig. Wenn die Geschehnisse gleichzeitig stattfinden (Gleichzeitigkeit), so weisen beide Gliedsätze dasselbe Tempus auf, wobei häufig während als Konjunktion auftritt:
- Wir gingen nach Hause, während es regnete.

Setzt das Geschehen im Nebensatz nach dem des Hauptsatzes ein (Nachzeitigkeit), so stehen auch hier häufig dieselben Tempora in den Teilsätzen. Daneben können auch Präsens bzw. Präteritum im Nebensatz verwendet werden, wenn im Hauptsatz Perfekt bzw. Plusquamperfekt gebraucht werden. Damit sind also folgende Kombinationen möglich:
- Sie kamen zu Hause an, bevor der Regen einsetzte.
- Sie waren zu Hause angekommen, bevor der Regen einsetzte.

Besonders im Falle der Vorzeitigkeit, d. h. wenn das Geschehen im Nebensatz vor dem des Hauptsatzes einsetzt, ist die Zeitenfolge strikter, besonders beim Gebrauch von nachdem. Wenn im Hauptsatz Präsens oder Futur I als absolute Tempora (also mit Gegenwarts- bzw. Zukunftsbezug) stehen, so steht im Nebensatz Perfekt als relatives Tempus:
- Wenn ich zu Hause angekommen bin, grüße ich ihn von Dir. / werde ich ihn von Dir grüßen.

Daneben kann statt Perfekt auch das Futur II verwendet werden, wenn im Hauptsatz Futur I steht:
- Wenn ich zu Hause angekommen sein werde, werde ich Dich anrufen.

Steht im Hauptsatz Präteritum bzw. Perfekt oder Plusquamperfekt, steht im Nebensatz das Plusquamperfekt. Im Gegensatz zur Nachzeitigkeit kann dieses Zeitverhältnis auch im Relativsatz ausgedrückt werden:
- Der Schaffner kontrollierte meine Fahrkarte, die ich am Automaten gekauft hatte.

### Die Konjunktionenwennundals
Im Gegensatz zu anderen Konjunktionen, die entweder Vor-, Gleich- oder Nachzeitigkeit beschreiben, kann wenn sowohl ein einmaliges als auch ein sich wiederholendes Geschehen beschreiben, wodurch die Zeitenfolge beeinflusst wird. Im letztgenannten Falle kann der wenn-Satz mit unterschiedlichen Tempora kombiniert werden, z. B.: 
- [Immer] wenn es schneit, bauen wir einen Schneemann.
- [Immer] wenn es schneite, bauten wir einen Schneemann.

Ist jedoch nur ein einmaliges Ereignis gemeint, so dürfen keine Tempora verwendet werden, die sich auf Vergangenes beziehen:
- Wenn es morgen schneit, bauen wir einen Schneemann.
- (nicht möglich:) Wenn es gestern schneite, bauten wir einen Schneemann.

Diese Zusammenhänge werden mit als ausgedrückt:
- Als es gestern schneite, bauten wir einen Schneemann.